# Giuseppe Gallizia
Giuseppe Gallizia (* 11. April 1915 in Ludiano, Kanton Tessin; † 17. Januar 2007 in Lugano) war ein Schweizer Archivar des Bistums Lugano, Lokalhistoriker und Publizist.

## Leben
Er wurde 1915 als Sohn des Silvio Gallizia, eines Kleinbauern aus Ludiano, und Teresa Ferrari geboren. Nach Studien im Seminar San Carlo in Lugano-Besso wurde er am 11. Juni 1938 Priester. Während fast dreissig Jahren war er Pfarrer in Castro TI, Marolta und Prugiasco. Seit 1966 war er Archivar des Bistums Lugano. Am 14. September 1986 wurde er zum Ehrendomherr der Kathedrale San Lorenzo (Lugano) ernannt. Bis am Ende seines Lebens war er Kaplan im Altersheim Ca’ Rezzonico in Lugano.

## Werke
In Prugiasco, im Ortsteil Negrentino, förderte er mit Francesco Chiesa die Restaurierung der romanische Kirche Sant’Ambrogio vecchio, jetzt San Carlo Borromeo, mit Fresken des Malers Antonio da Tradate (1500). Mit Ubaldo Monico, Giovanni Genucchi (Bildhauer) und Remo Beretta (Schriftsteller) gründete er im Lottigna das Museum des Bleniotals in der Casa dei Landvogti bzw. im Palazzo del Pretorio. Als Archivar, Paläograph und Lokalhistoriker war er Autor vieler Schriften.

## Schriften (Auswahl)
- Nel terzo centenario della confraternita bleniese della Buona Morte. In: «Memorie storiche della diocesi di Milano», V (1958), S. 216–229.
- Una preziosa fonte di nostra storia. In: «Archivio Storico Ticinese», S. I, I 1960, 2, S. 43–48.
- La chiesa parrocchiale di San vittore. In: Aquila alla sua milizia nel 150.esimo. Numero unico, Acquarossa 1962, S. 8–10.
- Indice del fondo «Tre Valli svizzere». In: «Archivio Storico Ticinese», S. I, V 1964, S. 11–52, 18, S. 63–77.
- Catalogo dell’Archivio parrocchiale di Lodrino e Prosito. In: Lodrino, Monografia storica del Comune e dei suoi monumenti., Bellinzona, Giampiero casagrande, 1966, S. 81–83.
- Lugano e la sua Pieve. In: «Il Monitore Ecclesiastico della Amministrazione Apostolica Ticinese», LXXIV 1968, 3–4, S. 74–80, 5, S. 101–108.
- Regesto delle visite pastorali nel Ticino del Vescovo Giovan Ambrogio Torriani 1669–1672 e dell’arcivescovo Cardinale Federico Visconti 1682. Tipografia La Buona Stampa, Lugano 1973, S. 261.
- Visite pastorali e archivi ecclesiastici per la nostra storia. In: Scrinium. Studi e testimonianzi pubblicati in occasione della 53.esima assemblea annuale dell’Associazione degli Archivisti svizzeri. Lugano 23–24 Settembre 1976, Tipografia Stazione, Locarno 1976, S. 149–158.
- Libro degli esametri, ossia dei carmi eroici della Valle di Blenio. Unione di Banche Svizzere, Lugano 1981, S. 15–76 (italienische Übersetzung des: Giacomo Genora: Liber Hexametrorum, seu herojcorum Carminum. 1692.)
- San Carlo, il Ticino e la Svizzera. In: Carlo Borromeo. Presenze nel Ticino. Appunti per una iconografia. Edizioni Giornale del Popolo, Lugano 1984, S. 59–96.
- I Visitatori e i provisitatori delle tre valli ambrosiane ticinesi (1567–1884). In: Helvetia Sacra, Serie I, Vol. 6, Arcidiocesi e diocesi. La diocesi di Como, Basilea e Francoforte sul Meno, Helbling & Lichtenhahn, Basel 1989, S. 416–432.
- Chiesa di San Pietro Motto di Dongio. Traccia di una storia religiosa. Appunti e vicende-evangelizzazione e Cristianesimo-visite pastorali. In: San Pietro Motto di Dongio. Storia e restauri di una chiesa sulla via del Lucomagno. Giampiero Casagrande, Lugano 1993, S. 21–83.
- Martirologio di Castro (1554–1555). In: Archivio Storico Ticinese, Serie II, XXXIII 1996, S. 239–270.